# 공음초등학교
공음초등학교는 대한민국 전북특별자치도 고창군에 있는 공립 초등학교이다.

## 학교 연혁
- 1929년 7월 8일 공음공립보통학교 개교(설립인가 7월 5일)
- 1938년 4월 1일 공음공립심상소학교로 개칭
- 1941년 4월 1일 공음공립국민학교로 개칭
- 1981년 3월 9일 병설유치원 개원
- 1996년 3월 1일 공음초등학교로 개칭
- 1999년 12월 15일 덕암초등학교 통폐합
- 2001년 3월 1일 삼광초등학교 통폐합
- 2019년 3월 1일 제30대 박래필 교장 부임
- 2022년 2월 11일 제88회 7명(남 1, 여 9명) 졸업(총 6,235명)
- 2022년 3월 1일 7학급 편성(특수학급 : 1 포함)
- 2025년 3월 1일 선동초등학교 통폐합

## 참고 자료
- 공음초등학교 - 한국교육학술정보원 학교알리미